# Copa Mundial de Rugby de 1999
La Copa Mundial de Rugby de 1999 (IRB 1999 Rugby World Cup™ en inglés) fue la IV Copa del Mundo de Rugby de la World Rugby. La sede fue Gales: la ceremonia de apertura, el primer partido y la final tuvo lugar en Cardiff, aunque la mayoría de los encuentros se disputaron en las otras naciones del Reino Unido, Francia e Irlanda. También fue la primera edición que se desarrolló en el profesionalismo.
Gales, el equipo anfitrión fue clasificado automáticamente, al igual que solo los tres mejores equipos de la Copa Mundial anterior; los campeones (Sudáfrica), el subcampeón (Nueva Zelanda), y el tercer puesto (Francia). Las otras 16 naciones de un total de 63, debieron clasificarse en las eliminatorias regionales.
El torneo se expandió a 20 equipos (de 16), dividido en cinco grupos de cuatro equipos, escenario que hizo necesario un play-off de cuartos de final que implica ronda los cinco finalistas y el mejor equipo al tercer clasificado, para decidir quién se uniría a la ganadores de grupo en los cuartos de final. Fue la única vez que se usó el play-off y dicha clasificación mundialista.
El campeonato fue ganado por Australia que levantó la Copa Webb Ellis por segunda vez, al derrotar en la final a Les Blues por 35 a 12, demostrando la superiodidad del hemisferio sur en el deporte, siendo el primero en ganar dos veces y la única en ganar el torneo clasificándose desde eliminatorias.

## Equipos participantes
En este mundial participaron por primera vez 20 equipos, cuatro de esos lugares fueron llenados automáticamente por el anfitrión, y los tres primeros puestos de la Copa del Mundo de 1995. Otras 63 naciones compitieron en un proceso de calificación diseñado para llenar los 16 puntos restantes, con la participación de un total de 67 naciones. En esta edición debutaron tres países.
| África                                   | América                                                                                           | Europa | Oceanía/Asia |
| ---------------------------------------- | ------------------------------------------------------------------------------------------------- | --- | --- |
| - Sudáfrica (campeón) - Namibia (África) | - Argentina (América 1) - Canadá (América 2) - Estados Unidos (América 3) - Uruguay (Repechaje 2) | - Gales (anfitrión) - Francia (tercer puesto) - Irlanda (Europa 1) - Inglaterra (Europa 2) - Escocia (Europa 3) - Rumania (Europa 4) - Italia (Europa 5) - España (Europa 6) | - Nueva Zelanda (subcampeón) - Australia (Oceanía 1) - Fiyi (Oceanía 2) - Samoa (Oceanía 3) - Japón (Asia) - Tonga (Repechaje 1) |

- En cursiva, los debutantes en la Copa Mundial de Rugby.
- Tonga y Uruguay clasificaron mediante el Torneo de Repechaje.

## Sedes
Para el torneo Gales construyó el Millennium Stadium, además Francia usó el Stade de France construido el año anterior para la Copa Mundial de Fútbol de 1998 y la Catedral del rugby; el Twickenham Stadium albergó las semifinales.
| Lugar        | Estadio                  | Capacidad |
| ------------ | ------------------------ | --------- |
| Saint-Denis  | Stade de France          | 80 000    |
| Londres      | Twickenham Stadium       | 75 000    |
| Cardiff      | Millennium Stadium       | 74 500    |
| Edimburgo    | Murrayfield Stadium      | 67 500    |
| Glasgow      | Hampden Park             | 52 500    |
| Dublín       | Lansdowne Road           | 49 250    |
| Lens         | Stade Félix Bollaert     | 41 800    |
| Toulouse     | Stade de Toulouse        | 37 000    |
| Burdeos      | Parc Lescure             | 34 327    |
| Huddersfield | McAlpine Stadium         | 28 000    |
| Béziers      | Stade de la Méditerranée | 25 000    |
| Bristol      | Ashton Gate              | 21 500    |
| Leicester    | Welford Road Stadium     | 16 500    |
| Wrexham      | Racecourse Ground        | 15 500    |
| Limerick     | Thomond Park             | 13 500    |
| Belfast      | Ravenhill Stadium        | 12 500    |
| Llanelli     | Stradey Park             | 10 800    |
| Galashiels   | Netherdale               | 6000      |

## Sorteo de grupos
| Grupo A                          | Grupo B                               | Grupo C                     | Grupo D                     | Grupo E                                  |
| -------------------------------- | ------------------------------------- | --------------------------- | --------------------------- | ---------------------------------------- |
| Sudáfrica Escocia Uruguay España | Nueva Zelanda Inglaterra Tonga Italia | Francia Fiyi Canadá Namibia | Gales Samoa Argentina Japón | Australia Irlanda Rumania Estados Unidos |

## Resultados

### Fase de grupos
El sistema de puntuación para cada partido que se utilizó en la fase de grupos no se modificó tal como en 1991 y 1995:
- Tres puntos por partido ganado.
- Dos puntos por un empate.
- Un punto para el perdedor.

Los equipos que terminaron empatados en puntos fueron ordenados por los tries anotados, en lugar de la diferencia total de puntos (de lo contrario, Argentina habría quedado en segundo lugar en el Grupo D por delante de Samoa).

#### Grupo A
| Equipo    | Gan. | Emp. | Per. | A favor | En contra | Puntos |
| --------- | ---- | ---- | ---- | ------- | --------- | ------ |
| Sudáfrica | 3    | 0    | 0    | 132     | 35        | 9      |
| Escocia   | 2    | 0    | 1    | 120     | 58        | 7      |
| Uruguay   | 1    | 0    | 2    | 42      | 97        | 5      |
| España    | 0    | 0    | 3    | 18      | 122       | 3      |
| 2 de octubre de 1999 | Uruguay | 27 – 15 | España                    | Netherdale, Galashiels,              |                                      |
|                      | Tries: Diego Ormaechea, Alfonso Cardoso, Juan Menchaca Con: Diego Aguirre, Federico Sciarra Pen: Diego Aguirre |         | Pen: Andrei Kovalenco (5) | Árbitro(s): Chris White (Inglaterra) | Árbitro(s): Chris White (Inglaterra) |

| 3 de octubre de 1999 | Escocia                                                                                         | 29 – 46 | Sudáfrica | Murrayfield, Edimburgo,                 |                                         |
|                      | Tries: Martin Leslie, Alan Tait Con: Kenny Logan (2) Pen: Kenny Logan (4) Drop: Gregor Townsend |         | Tries: Ollie Le Roux, Deon Kayser, Van der Westhuizen, Robbie Fleck, Andre Venter, Brendan Venter Con: Jannie de Beer (5) Pen: Jannie de Beer (2) | Árbitro(s): Colin Hawke (Nueva Zelanda) | Árbitro(s): Colin Hawke (Nueva Zelanda) |

| 8 de octubre de 1999 | Escocia | 43 – 12 | Uruguay                                  | Murrayfield, Edimburgo,                  |                                          |
|                      | Tries: Robbie Russell, Gary Armstrong, Glenn Metcalfe, Martin Leslie, Gordon Simpson, Gregor Townsend Con: Kenny Logan (5) Pen: Kenny Logan |         | Pen: Diego Aguirre (3), Federico Sciarra | Árbitro(s): Stuart Dickinson (Australia) | Árbitro(s): Stuart Dickinson (Australia) |

| 10 de octubre de 1999 | Sudáfrica                                                                          | 47 – 3 | España      | Murrayfield, Edimburgo,                 |                                         |
|                       | Tries: André Vos (2), Leonard, Muller, Skinstad, Swanepoel Con: Jannie de Beer (6) |        | Pen: Querol | Árbitro(s): Paul Honiss (Nueva Zelanda) | Árbitro(s): Paul Honiss (Nueva Zelanda) |

| 15 de octubre de 1999 | Sudáfrica                                                                                                   | 39 – 3 | Uruguay            | Hampden Park, Glasgow,                 |                                        |
|                       | Tries: Van den Bergh (2), Van der Westhuizen, Kayser, Fleck Con: Jannie de Beer (4) Pen: Jannie de Beer (2) |        | Pen: Diego Aguirre | Árbitro(s): Peter Marshall (Australia) | Árbitro(s): Peter Marshall (Australia) |

| 16 de octubre de 1999 | Escocia                                                                                      | 48 – 0 | España | Murrayfield, Edimburgo,            |                                    |
|                       | Tries: Mather (2), McLaren, Longstaff, Hodge, Murray Con: Duncan Hodge (5) Pen: Duncan Hodge |        |        | Árbitro(s): Clayton Thomas (Gales) | Árbitro(s): Clayton Thomas (Gales) |

#### Grupo B
| Equipo        | Gan. | Emp. | Per. | A favor | En contra | Puntos |
| ------------- | ---- | ---- | ---- | ------- | --------- | ------ |
| Nueva Zelanda | 3    | 0    | 0    | 176     | 28        | 9      |
| Inglaterra    | 2    | 0    | 1    | 184     | 47        | 7      |
| Tonga         | 1    | 0    | 2    | 49      | 162       | 5      |
| Italia        | 0    | 0    | 3    | 26      | 198       | 3      |
| 2 de octubre | Inglaterra | 67 - 7 | Italia | Murrayfield Stadium, Edimburgo |  |

| 3 de octubre | Nueva Zelanda | 45 - 9 | Tonga | Ashton Gate, Bristol |  |

| 9 de octubre | Inglaterra | 16 - 30 | Nueva Zelanda | Murrayfield Stadium, Edimburgo |  |

| 10 de octubre | Italia | 16 - 30 | Tonga | Welford Road, Leicester |  |

| 14 de octubre | Nueva Zelanda | 101 - 3 | Italia | McAlpine Stadium, Huddersfield |  |

| 15 de octubre | Inglaterra | 101 - 10 | Tonga | Murrayfield Stadium, Edimburgo |  |

#### Grupo C
| Equipo  | Gan. | Emp. | Per. | A favor | En contra | Puntos |
| ------- | ---- | ---- | ---- | ------- | --------- | ------ |
| Francia | 3    | 0    | 0    | 108     | 52        | 9      |
| Fiyi    | 2    | 0    | 1    | 124     | 68        | 7      |
| Canadá  | 1    | 0    | 2    | 114     | 82        | 5      |
| Namibia | 0    | 0    | 3    | 42      | 186       | 3      |
| 1 de octubre | Fiyi | 67 - 18 | Namibia | Stade de la Méditerranée, Béziers |  |

| 2 de octubre | Francia | 33 - 20 | Canadá | Stade de la Méditerranée, Béziers |  |

| 8 de octubre | Francia | 47 - 13 | Namibia | Parc Lescure, Bordeaux |  |

| 9 de octubre | Fiyi | 38 - 22 | Canadá | Parc Lescure, Bordeaux |  |

| 14 de octubre | Canadá | 72 - 11 | Namibia | Stade de Toulouse, Toulouse |  |

| 16 de octubre | Francia | 28 - 19 | Fiyi | Stade de Toulouse, Toulouse |  |

#### Grupo D
| Equipo    | Gan. | Emp. | Per. | A favor | En contra | Puntos |
| --------- | ---- | ---- | ---- | ------- | --------- | ------ |
| Gales     | 2    | 0    | 1    | 118     | 71        | 7      |
| Samoa     | 2    | 0    | 1    | 97      | 72        | 7      |
| Argentina | 2    | 0    | 1    | 83      | 51        | 7      |
| Japón     | 0    | 0    | 3    | 36      | 140       | 3      |
| 1 de octubre | Gales | 23 - 18 | Argentina | Millennium Stadium, Cardiff |  |

| 3 de octubre | Samoa | 43 - 9 | Japón | Racecourse Ground, Wrexham |  |

| 9 de octubre | Gales | 64 - 15 | Japón | Millennium Stadium, Cardiff |  |

| 10 de octubre | Argentina | 32 - 16 | Samoa | Stradey Park, Llanelli |  |

| 14 de octubre | Gales | 31 - 38 | Samoa | Millennium Stadium, Cardiff |  |

| 16 de octubre | Argentina | 33 - 12 | Japón | Millennium Stadium, Cardiff |  |

#### Grupo E
| Equipo         | Gan. | Emp. | Per. | A favor | En contra | Puntos |
| -------------- | ---- | ---- | ---- | ------- | --------- | ------ |
| Australia      | 3    | 0    | 0    | 135     | 31        | 9      |
| Irlanda        | 2    | 0    | 1    | 100     | 45        | 7      |
| Rumania        | 1    | 0    | 2    | 50      | 126       | 5      |
| Estados Unidos | 0    | 0    | 3    | 52      | 135       | 3      |
| 2 de octubre | Irlanda | 53 - 8 | Estados Unidos | Lansdowne Road, Dublín |  |

| 3 de octubre | Australia | 57 - 9 | Rumania | Ravenhill, Belfast |  |

| 9 de octubre | Estados Unidos | 25 - 27 | Rumania | Lansdowne Road, Dublín |  |

| 10 de octubre | Irlanda | 3 - 23 | Australia | Lansdowne Road, Dublín |  |

| 14 de octubre | Australia | 55 - 19 | Estados Unidos | Thomond Park, Limerick |  |

| 15 de octubre | Irlanda | 44 - 14 | Rumania | Lansdowne Road, Dublín |  |

### Mejor tercero
| Equipo    | G | E | P | PF  | PC  | Pts |
| --------- | - | - | - | --- | --- | --- |
| Argentina | 2 | 0 | 1 | 83  | 51  | 7   |
| Canadá    | 1 | 0 | 2 | 114 | 82  | 5   |
| Uruguay   | 1 | 0 | 2 | 42  | 97  | 5   |
| Rumania   | 1 | 0 | 2 | 50  | 126 | 5   |
| Tonga     | 1 | 0 | 2 | 47  | 171 | 5   |

Los equipos empatados en puntos fueron ordenados por la diferencia total de puntos, en lugar de los tries anotados (de lo contrario, Rumania habría quedado en tercer lugar por delante de Uruguay).

### Play-offs (octavos de final)
Los 5 países que acabaron segundos de su grupo más el mejor tercero, se enfrentaron en partidos de play-offs de eliminación directa para definir quienes serían los rivales de los equipos ya clasificados a cuartos de final. Sin sorpresas, se impusieron las naciones dominantes de Europa a excepción de Irlanda, que fue derrotada por Argentina quien a su vez accedió a cuartos por primera vez en su historia.
| 20 de octubre | Inglaterra | 45 - 24 | Fiyi | Twickenham Stadium, Londres |  |

| 20 de octubre | Escocia | 35 - 20 | Samoa | Murrayfield Stadium, Edimburgo |  |

| 20 de octubre | Argentina | 28 - 24 | Irlanda | Stade Félix Bollaert, Lens |  |

## Fase final
|  | Cuartos de final                               | Cuartos de final                            |                                              |               | Semifinales            | Semifinales            |  |  | Final                                        | Final |
|  |                                                |                                             |                                              |               |                        |                        |  |  |                                              |       |
|  | 24 de octubre – Estadio de Francia, París      |                                             |                                              |               |                        |                        |  |  |                                              |       |
|  |                                                |                                             |                                              |               |                        |                        |  |  |                                              |       |
|  | Sudáfrica                                      | 44                                          |                                              |               |                        |                        |  |  |                                              |       |
|  | Sudáfrica                                      | 44                                          | 30 de octubre – Estadio Twickenham, Londres  |               |                        |                        |  |  |                                              |       |
|  | Inglaterra                                     | 21                                          |                                              |               |                        |                        |  |  |                                              |       |
|  | Inglaterra                                     | 21                                          | Sudáfrica                                    | 21            |                        |                        |  |  |                                              |       |
|  | 23 de octubre – Millennium Stadium, Cardiff    |                                             | Sudáfrica                                    | 21            |                        |                        |  |  |                                              |       |
|  |                                                | Australia (t.e.)                            | 27                                           |               |                        |                        |  |  |                                              |       |
|  | Australia                                      | Australia (t.e.)                            | 27                                           | 24            |                        |                        |  |  |                                              |       |
|  | Australia                                      |                                             | 6 de noviembre – Millennium Stadium, Cardiff | 24            |                        |                        |  |  |                                              |       |
|  | Gales                                          | 9                                           |                                              |               |                        |                        |  |  |                                              |       |
|  | Gales                                          | 9                                           | Australia                                    | 35            |                        |                        |  |  |                                              |       |
|  | 24 de octubre – Estadio Murrayfield, Edimburgo |                                             | Australia                                    | 35            |                        |                        |  |  |                                              |       |
|  |                                                | Francia                                     | 12                                           |               |                        |                        |  |  |                                              |       |
|  | Nueva Zelanda                                  | Francia                                     | 12                                           | 30            |                        |                        |  |  |                                              |       |
|  | Nueva Zelanda                                  | 31 de octubre – Estadio Twickenham, Londres |                                              | 30            |                        |                        |  |  |                                              |       |
|  | Escocia                                        | 18                                          |                                              |               |                        |                        |  |  |                                              |       |
|  | Escocia                                        | 18                                          | Nueva Zelanda                                | 31            | Tercer y cuarto puesto | Tercer y cuarto puesto |  |  |                                              |       |
|  | 24 de octubre – Lansdowne Road, Dublín         |                                             | Nueva Zelanda                                | 31            | Tercer y cuarto puesto | Tercer y cuarto puesto |  |  |                                              |       |
|  |                                                | Francia                                     | 43                                           |               |                        |                        |  |  |                                              |       |
|  | Francia                                        | Francia                                     | 43                                           | 47            | Sudáfrica              | 22                     |  |  |                                              |       |
|  | Francia                                        |                                             |                                              | 47            | Sudáfrica              | 22                     |  |  |                                              |       |
|  | Argentina                                      | 26                                          |                                              | Nueva Zelanda | 18                     |                        |  |  |                                              |       |
|  | Argentina                                      | 26                                          |                                              |               | 18                     |                        |  |  |                                              |       |
|  |                                                |                                             |                                              |               |                        |                        |  |  | 4 de noviembre – Millennium Stadium, Cardiff |       |
|  |                                                |                                             |                                              |               |                        |                        |  |  |                                              |       |

### Cuartos de final
| 23 de octubre de 1999 | Gales            | 9 – 24  | Australia                                      | Millennium Stadium, Cardiff,                                            |                                                                         |
|                       | Pen: Jenkins (3) | Reporte | Tries: , Gregan Tune Con: (3) Burke Pen: Burke | Asistencia: 72.000 espectadores Árbitro(s): Colin Hawke (Nueva Zelanda) | Asistencia: 72.000 espectadores Árbitro(s): Colin Hawke (Nueva Zelanda) |

| 24 de octubre de 1999 | Sudáfrica                                                                              | 44 – 21 | Inglaterra                 | Estadio de Francia, Saint-Denis,                                  |                                                                   |
|                       | Tries: Van der Westhuizen Rossouw Con: De Beer (2) Pen: De Beer (5) Drops: De Beer (5) | Reporte | Pen: (6) Grayson Wilkinson | Asistencia: 75.000 espectadores Árbitro(s): Jim Fleming (Escocia) | Asistencia: 75.000 espectadores Árbitro(s): Jim Fleming (Escocia) |

| 24 de octubre de 1999 | Nueva Zelanda                                                  | 30 – 18 | Escocia                                                     | Estadio Murrayfield, Edimburgo,                                      |                                                                      |
|                       | Tries: Umaga , Wilson Lomu Con: Mehrtens (2) Pen: Mehrtens (2) | Reporte | Tries: Murray Pountney Con: Logan Pen: Logan Drop: Townsend | Asistencia: 59.750 espectadores Árbitro(s): Ed Morrison (Inglaterra) | Asistencia: 59.750 espectadores Árbitro(s): Ed Morrison (Inglaterra) |

| 24 de octubre de 1999 | Francia                                                                        | 47 – 26 | Argentina                                                           | Lansdowne Road, Dublín,                                         |                                                                 |
|                       | Tries: Garbajosa , Bernat-Salles , Ntamack Con: Lamaison (5) Pen: Lamaison (4) | Reporte | Tries: Pichot Arbizu Con: Quesada (2) Pen: (3) Quesada F. Contepomi | Asistencia: 40.000 espectadores Árbitro(s): Derek Bevan (Gales) | Asistencia: 40.000 espectadores Árbitro(s): Derek Bevan (Gales) |

### Semifinales
| 30 de octubre de 1999 | Sudáfrica                      | 21 – 27 (t.e.) | Australia                    | Estadio Twickenham, Londres,                                    |                                                                 |
|                       | Pen: De Beer (6) Drop: De Beer | Reporte        | Pen: (8) Burke Drop: Larkham | Asistencia: 72.000 espectadores Árbitro(s): Derek Bevan (Gales) | Asistencia: 72.000 espectadores Árbitro(s): Derek Bevan (Gales) |

| 31 de octubre de 1999 | Nueva Zelanda                                            | 31 – 43 | Francia                                                                                               | Estadio Twickenham, Londres,                                      |                                                                   |
|                       | Tries: Lomu , Wilson Con: Mehrtens (2) Pen: Mehrtens (4) | Reporte | Tries: Lamaison Dominici Dourthe Bernat-Salles Con: (4) Lamaison Pen: (3) Lamaison Drop: (2) Lamaison | Asistencia: 70.000 espectadores Árbitro(s): Jim Fleming (Escocia) | Asistencia: 70.000 espectadores Árbitro(s): Jim Fleming (Escocia) |

### Tercer y cuarto puesto
| 4 de noviembre de 1999 | Sudáfrica                                                           | 22 – 18 | Nueva Zelanda     | Millennium Stadium, Cardiff,                                           |                                                                        |
|                        | Tries: Paulse Con: Honiball Pen: Honiball (3) Drops: Montgomery (2) | Reporte | Pen: (6) Mehrtens | Asistencia: 60.000 espectadores Árbitro(s): Peter Marshall (Australia) | Asistencia: 60.000 espectadores Árbitro(s): Peter Marshall (Australia) |

### Final
| 6 de noviembre de 1999 | Australia | 35 – 12 | Francia                                | Millennium Stadium, Cardiff,                             |                                                          |
|                        | Tries Tune 66' Finegan 86' Conversiones Burke (2) 67', 87' Penales Burke (7) 4', 15', 25', 40', 46', 58', 64' |         | Penales 2', 12', 52', 60' (4) Lamaison | Asistencia: 72.500 espectadores Árbitro(s): André Watson | Asistencia: 72.500 espectadores Árbitro(s): André Watson |

| Australia         |
|                   |
| Campeón Australia |
| Segundo título    |

## Premios y máximos anotadores
Con cinco partidos jugados y dos tries marcados, el australiano: Tim Horan fue elegido el Mejor Jugador del Torneo.

### Máximo anotador
| Puesto | Jugador         | Selección     | Puntos | Tries | Conv. | Penales | Drop |
| ------ | --------------- | ------------- | ------ | ----- | ----- | ------- | ---- |
| 1      | Gonzalo Quesada | Argentina     | 102    | 0     | 3     | 31      | 1    |
| 2      | Matt Burke      | Australia     | 101    | 2     | 17    | 19      | 0    |
| 3      | Jannie de Beer  | Sudáfrica     | 97     | 0     | 17    | 15      | 7    |
| 4      | Andrew Mehrtens | Nueva Zelanda | 79     | 0     | 11    | 19      | 0    |
| 5      | Jonny Wilkinson | Inglaterra    | 67     | 1     | 8     | 16      | 0    |

Conv. = conversiones. Drop = drop goal.

### Máximos anotadores de tries
| Jugador                | Selección     | Tries |
| ---------------------- | ------------- | ----- |
| Jonah Lomu             | Nueva Zelanda | 8     |
| Jeff Wilson            | Nueva Zelanda | 6     |
| Keith Wood             | Irlanda       | 4     |
| Dan Luger              | Inglaterra    | 4     |
| Philippe Bernat-Salles | Francia       | 4     |